# Standard dvou velmocí
Standard dvou velmocí, či zásada dvou přídí,[zdroj⁠?!] (anglicky: Two Power Standard) byla koncepce britské námořní politiky z druhé poloviny 19. století.

## Smysl koncepce
Od doby bitvy u Trafalgaru britská námořní politika  zastávala koncepci disponovat alespoň o jednu třetinu větší silou, než její největší  rival na mořích a oceánech. Tato strategie byla opuštěna v předvečer 19. století, kdy  došlo v britském parlamentu k přijetí Zákona o námořní obraně (1889), předloženého vládou lorda Salisburyho, který zaručoval navýšení rozpočtu pro financování britského královského námořnictva o 20 miliónů liber ročně po další čtyři léta. Cílem tohoto kroku byl nově formulovaný tzv. standard dvou velmocí, podle kterého měla Velká Británie disponovat významnou a trvalou převahou na mořích a oceánech světa – tedy měla mít takovou moc, aby její úderná síla byla větší než jakou mohou vyvinout jakékoli další dvě země dohromady (tehdy to bylo vztaženo k námořní síle druhé a třetí  největší velmoci světa – Francii a Rusku.)
Jednalo se vůbec o největší  zvýšení počtu námořní síly v mírové době. Královské námořnictvo získalo deset nových bitevních lodí (predreadnoughtů), třicet osm křižníků, osmnáct torpédoborců a čtyři rychlé dělové čluny. 

## Opuštění koncepce

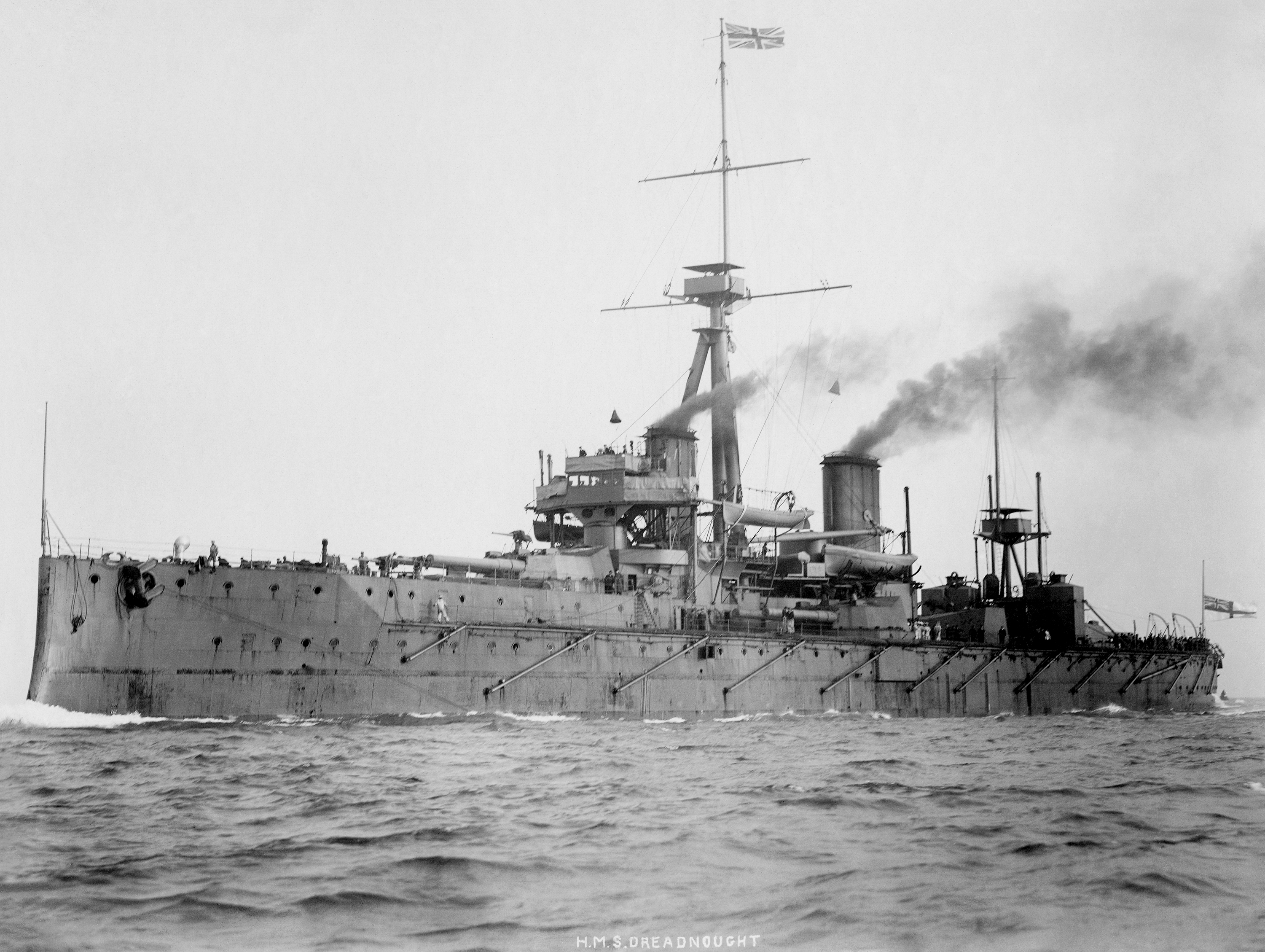
Bitevní loď HMS Dreadnought – její konstrukce způsobila, že všechny dosavadní bitevní lodě (predreadnoughty) byly najednou zastaralé…

Počátkem 20. století – s příchodem HMS Dreadnought v roce 1906, restartem námořního zbrojení a vzestupem císařského Německa – se tento britský standard ukázal jako nereálný a dále neudržitelný. Definitivní konec této politiky přišel v roce 1912, kdy britské královské námořnictvo iniciovalo novou koncepci mít ve svém držení nejméně o 60% více bitevních lodí typu dreadnought než jakákoli jiná flota světa.